# Ferme du Couvent (Veules-les-Roses)
La ferme du couvent est un édifice situé sur la commune de Veules-les-Roses, en Seine-Maritime, en France. Il fait l’objet d’une inscription au titre des monuments historiques depuis 1930.

## Localisation
L'édifice est situé au lieudit cour du vieux château.

## Historique
L'édifice est daté du XVIe siècle. Le colombier est daté du XVIe siècle-XVIIe siècle.
Le monument est inscrit comme monument historique depuis le 14 avril 1930.

## Description
Le colombier est construit en grès, silex et pan de bois.